# スターハイライトショー
『スターハイライトショー』は、1966年4月6日から同年9月28日まで日本テレビ系列局で放送されていた、芸能情報番組を兼ねた歌謡番組である。蛇の目ミシン工業の一社提供。放送時間は毎週水曜 19時00分 - 19時30分（日本標準時）。

## 概要
「テレビのグラビアページ」をコンセプトにした番組で、司会のハナ肇がスターたちの話題を取り上げながら進めていた。平凡出版（現・マガジンハウス）の雑誌『平凡』が企画に携わっていた。